# Thomas Heath

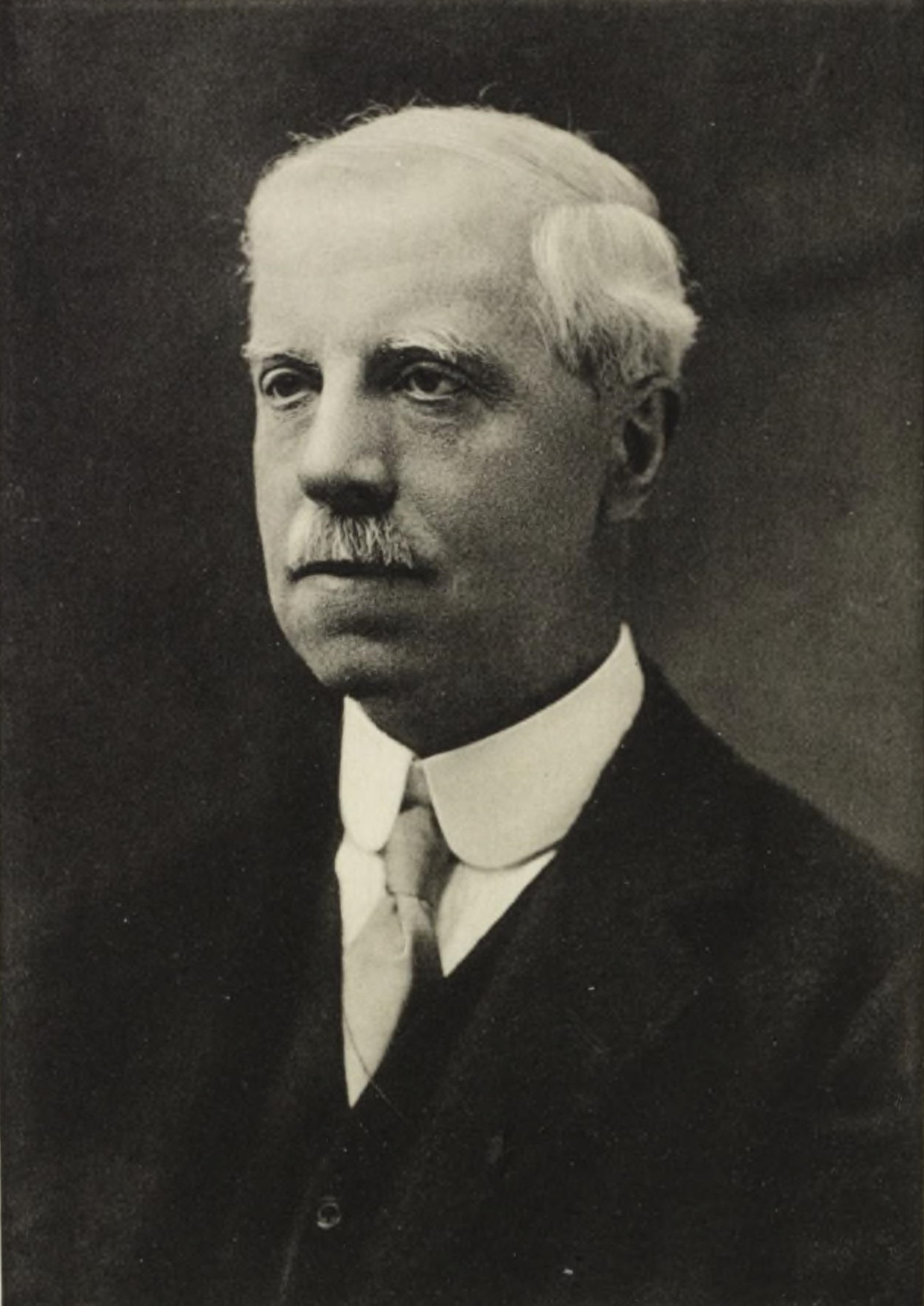
Thomas Heath omstreeks 1910

Thomas Little Heath (5 oktober, 1861 - 16 maart, 1940) was een Brits ambtenaar, wiskundige, classicus, geschiedkundige, gespecialiseerd in de wiskunde van de Griekse oudheid, vertaler, en bergbeklimmer. Hij volgde zijn opleiding aan Clifton College. Heath vertaalde werken van Euclides van Alexandrië, Apollonius van Perga, Aristarchus van Samos en Archimedes van Syracuse in de Engels.
Het is voornamelijk door Heath's vertalingen dat de moderne Engelstalige toegang heeft tot de werken van Archimedes. In zijn vertaling van de Archimedes-palimpsest zaten enige lacunes die pas nu, honderd jaar later, worden ingevuld met behulp van moderne wetenschappelijke methoden, die in Heath's tijd nog niet beschikbaar waren.
Toen Heath's Werken van Archimedes in 1897 werd gepubliceerd, was de Archimedes-palimpsest nog niet uitgebreid onderzocht. De betekenis ervan werd niet herkend tot 1906, toen het werk werd onderzocht door de Deense taalkundige Johan Ludvig Heiberg. De palimpsest bevatte een uitgebreide versie van de Stomachion, en een verhandeling, getiteld De methode van de mechanische stellingen, waarvan men eerder dacht dat deze verloren was gegaan. Mede om die reden zijn deze werken voor tegenwoordige geleerden bron van onderzoek.

## Vertalingen en andere werken
Opmerking: Alleen eerste edities worden vermeld; veel van de onderstaande titels zijn meerdere malen herdrukt.
- Diophantus van Alexandria: a Study in the History of Greek Algebra (Een studie in de geschiedenis van de Griekse algebra) (Cambridge: Cambridge University Press, 1885)
- (en)  Apollonius van Perga: Treatise on Conic Sections (Verhandeling over kegelsneden) (Cambridge: Cambridge University Press, 1896)
- (en)  Archimedes: Works (Werken) (Cambridge: Cambridge University Press, 1897)
- (en)  Euclides van Alexandrië The thirteen books of Euclid's Elements (De dertien boeken van de Elementen van Euclides) (Cambridge: Cambridge University Press, 1908)
- (en)  Aristarchus van Samos, the Ancient Copernicus Oxford: Clarendon Press, 1913)
- (en)  A History of Greek Mathematics (Een geschiedenis van de Griekse wiskunde) (Oxford: Clarendon Press, 1921)
- (en)  A Manual of Greek Mathematics (Een handleiding in de Oud-Griekse wiskunde) (Oxford: Clarendon Press, 1931)
- (en)  Greek Astronomy (Griekse astronomie) (London: J.M. Dent & Sons, 1932)
- (en)  Mathematics in Aristotle (Wiskunde in Aristoteles) (Oxford: Clarendon Press, 1949)